# Église de la Nativité-de-la-Bienheureuse-Marie de Lija
L'église de la Nativité-de-la-Bienheureuse-Marie est une église catholique située à Lija, à Malte.

## Historique
Construite en 1600, l'église est aujourd'hui fermée.